# Dracophyllum kirkii
Dracophyllum kirkii là một loài thực vật có hoa trong họ Thạch nam. Loài này được Berggr. mô tả khoa học đầu tiên năm 1880.